# Chicago
Chicago ([ʃɪˈkɑ:gəʊ]ⓘ) – miasto w Stanach Zjednoczonych, położone nad jeziorem Michigan w stanie Illinois, siedziba hrabstwa Cook, w pobliżu centrum kontynentu północnoamerykańskiego, ponad 800 km od granicy z Kanadą. Stanowi trzecie pod względem wielkości i zaludnienia miasto w Stanach Zjednoczonych (po Nowym Jorku i Los Angeles). Obszar metropolitalny Chicago liczy 9,3 mln mieszkańców i jest to także trzecia co do wielkości amerykańska aglomeracja. 
Chicago jest najważniejszym węzłem komunikacyjnym Stanów Zjednoczonych, na skrzyżowaniu krajowego transportu kolejowego, drogowego i lotniczego (w tym port lotniczy Chicago-O’Hare). Miasto pełni funkcję kluczowego punktu przeładunkowego, co w dużej mierze jest zasługą otwarcia Kanału Illinois i Michigan w 1848 roku. Jednym z wielu przydomków Chicago jest „stolica kolei Stanów Zjednoczonych”. Znajduje się tutaj największy węzeł intermodalny w kraju.
Jest głównym centrum przemysłowym, finansowym, kulturalnym oraz naukowym regionu Środkowego Zachodu, w tym siedziba najstarszej na świecie giełdy kontraktów terminowych – Chicago Board of Trade. Budynek Home Insurance Building (1885) w Chicago, często uważany jest za pierwszy wieżowiec na świecie. Dzisiaj Chicago znajduje się na 11. miejscu pod względem liczby wieżowców na świecie – w 2023 roku posiadało ich 178.
W XX wieku popularne było powiedzenie, że Chicago ma największą populację Polaków poza Warszawą. Choć dokładność tego stwierdzenia jest kwestią sporną, Chicago było wówczas jednym z największych skupisk Polonii na świecie. Od połowy XX wieku wielu Polaków przeniosło się na przedmieścia, Polonia rozproszyła się i została przyćmiona przez rosnące populacje Latynosów i Afroamerykanów. Największe miasto regionu Środkowego Zachodu dzisiaj jest wieloetniczne.
Według danych z 2019, Chicago jest 3. najczęściej odwiedzanym miastem w USA, z liczbą 57,6 milionów turystów. Chicago jest miastem z największą liczbą ruchomych mostów w Ameryce, na świecie więcej ma jedynie Amsterdam. Bywa określane mianem „Wietrznego miasta” (ang. Windy City).

## Pochodzenie nazwy
Nazwa „Chicago” pochodzi od francuskiego tłumaczenia słowa shikaakwa pochodzącego z języka Miami-Illinois, oznaczającego dziką cebulkę (Allium tricoccum). Pierwsza znana wzmianka o miejscu obecnego miasta Chicago jako Chécagou pochodzi od Roberta de LaSalle’a z około 1679 roku.

## Centrum
Centrum (ang. Downtown) to tzw. Pętla (ang. Loop) zamknięta linią kolei nadziemnej i rozlokowana nad brzegiem jeziora wzdłuż tzw. „Wspaniałej Mili” (ang. Magnificent Mile), obejmująca obszary od Lincoln Park Zoo na południe, aż po Muzeum Historii Naturalnej (ang. Field Museum of Natural History) oraz od jeziora w stronę zachodnią, aż po autostradę I-90 (Dan Ryan). Na terenie Loop mieszczą się m.in. Willis Tower (dawny Sears Tower), Art Institute of Chicago z bogatymi zbiorami impresjonistów, Planetarium Adlera, czy Akwarium Shedda. Tu znajdują się też wielki kompleks wystawienniczy McCormick Place (doroczne Chicago Auto Show) oraz stadion sportowy Soldier Field, na którym mecze rozgrywa zespół futbolu amerykańskiego Chicago Bears.

## Historia

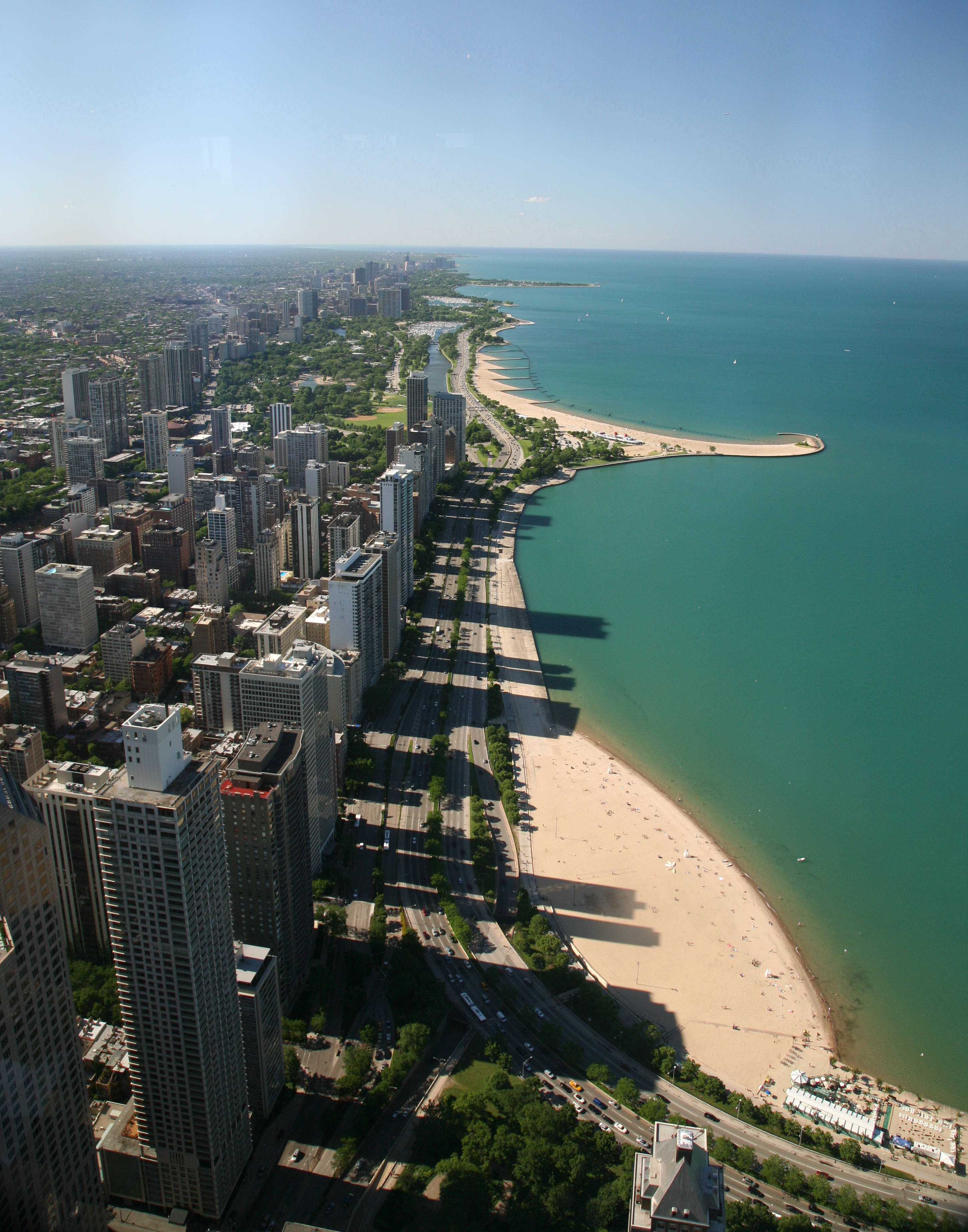
Dzielnica historyczna Gold Coast należy do najbogatszych dzielnic w Stanach Zjednoczonych

Na początku drugiej połowy XVIII wieku okolice przyszłego Chicago były zamieszkane wyłącznie przez Indian, głównie ze szczepu Illinois (grupa plemienna Pottawatomi), który wyparł z okolicy inne plemiona (Miami, Sauk i Lisów). Pierwszym nieindiańskim osadnikiem był czarnoskóry Jean Baptiste Point du Sable, który pochodził z Haiti i osiedlił się w okolicy między rokiem 1770 a 1780.
Stany Zjednoczone uzyskały terytorium przyszłego miasta w wyniku traktatu zawartego w Greenville w roku 1795 z Indianami. W 1803 roku Amerykanie wybudowali na terenie obecnego miasta Fort Dearborn. W 1812 roku podczas wojny brytyjsko-amerykańskiej załoga fortu została zmasakrowana przez Indian.
Pierwsze dekady XIX wieku były okresem intensywnego osadnictwa w nowo utworzonych amerykańskich stanach na zachód od Appalachów. Stan Illinois, w którym leży Chicago, wszedł do Unii w 1818 roku.

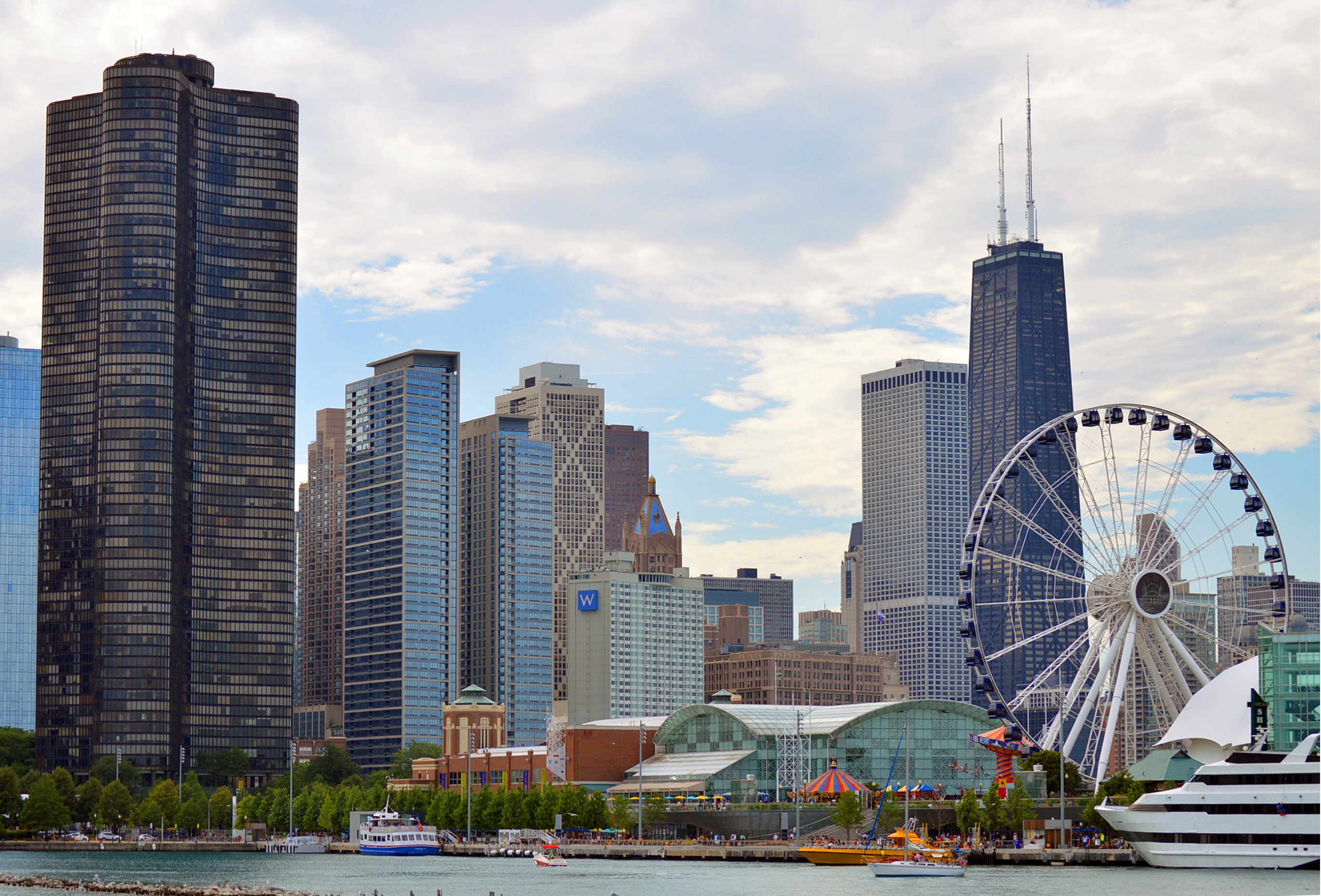
Widok na wieżowce (Lake Point Tower po lewej i 875 North Michigan Avenue po prawej) oraz molo Navy Pier

12 sierpnia 1833 roku Chicago, które miało wtedy 350 mieszkańców, otrzymało prawa miasteczka. Siedem lat później miasto miało już 4000 mieszkańców. 4 marca 1837 roku Chicago otrzymało prawa miejskie. W tym czasie do Chicago zaczęli napływać pierwsi Polacy, członkowie nieudanego powstania listopadowego. W roku 1848 otwarto kanał łączący Jezioro Michigan z rzeką Missisipi, który miał swój początek w Chicago. W roku 1853 otwarto pierwszą linię kolejową między Chicago i miastem Freeport w Illinois. W następnych latach szybki rozwój kolei stworzył w Chicago jeden z najważniejszych węzłów kolejowych w Stanach Zjednoczonych. Ze swoimi doskonałymi połączeniami transportu wodnego, kolejowego, a potem lotniczego, miasto stało się i jest do dzisiaj jednym z najważniejszych węzłów transportowych w Stanach Zjednoczonych.
W 1857 roku Chicago było już największym miastem na północnym wschodzie ówczesnych Stanów Zjednoczonych i miało ponad 90 tys. mieszkańców. W latach 60. XIX wieku rozpoczęła się masowa migracja Polaków, którzy uciekali spod okupacji Imperium Rosyjskiego. 

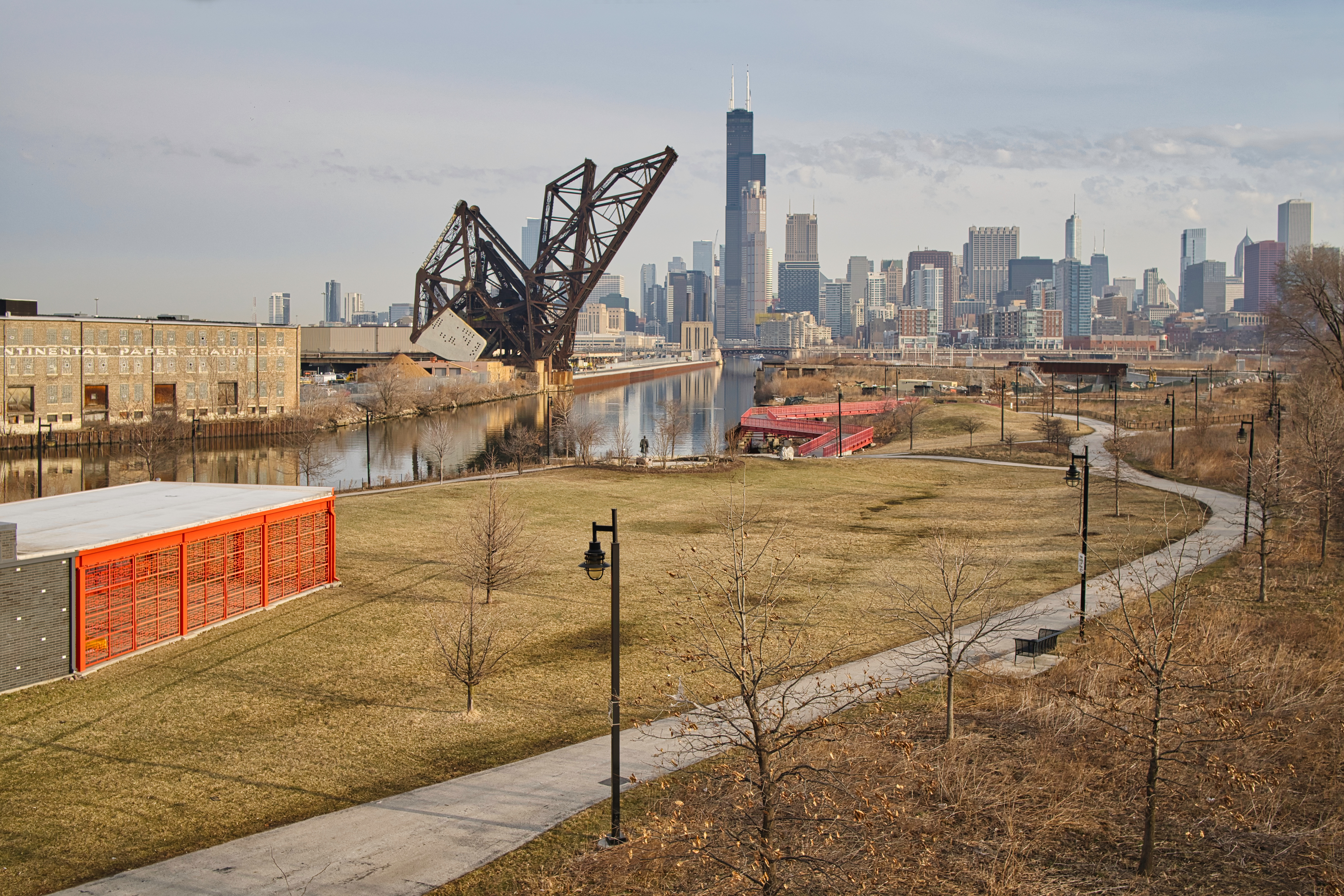
Ping Tom Memorial Park z panoramą Chicago w tle

Miasto borykało się z typowymi problemami związanymi z szybkim rozrostem, które jednak były stopniowo rozwiązywane przez inwestycje w infrastrukturę.
W 1871 roku duża część miasta została zniszczona w ogromnym pożarze, jednej z największych katastrof XIX wieku. Przyczyna pożaru jest trudna do ustalenia. Są teorie, że pożar wywołały spadające na Chicago odłamki komety von Bieli, choć tradycyjna wersja mówi o lampie kopniętej przez krowę pani O’Leary. Miasto miało wtedy już 300 tys. mieszkańców i około 100 tys. z nich straciło dach nad głową, a 250 osób zginęło.
To nieszczęście dało okazję do zaprojektowania i zbudowania nowego miasta z nowymi rozwiązaniami urbanistycznymi i architektonicznymi. Szybka odbudowa rozpoczęła się prawie natychmiast i już po trzech latach trudno było znaleźć w mieście ślady pożaru. Nowe budynki w centrum miasta były wybudowane z cegły i kamienia, zastępując w większości drewniane budynki spalone w pożarze.
Nowa architektura była niezwykle oryginalna, a nowy „styl chicagowski” miał wpływ na rozwój wielu innych miast na świecie. Pierwszy na świecie drapacz chmur Home Insurance Building został zbudowany w Chicago w 1885. W zachowanym do dziś drapaczu chmur Reliance Building zbudowanym w latach 1890–1894 zastosowano nowatorskie rozwiązania (np. szerokie okna), które na świecie przyjęły się dopiero kilkadziesiąt lat później. W Chicago pracowali światowej sławy architekci, m.in. Daniel Burnham, Frank Lloyd Wright i Mies van der Rohe.

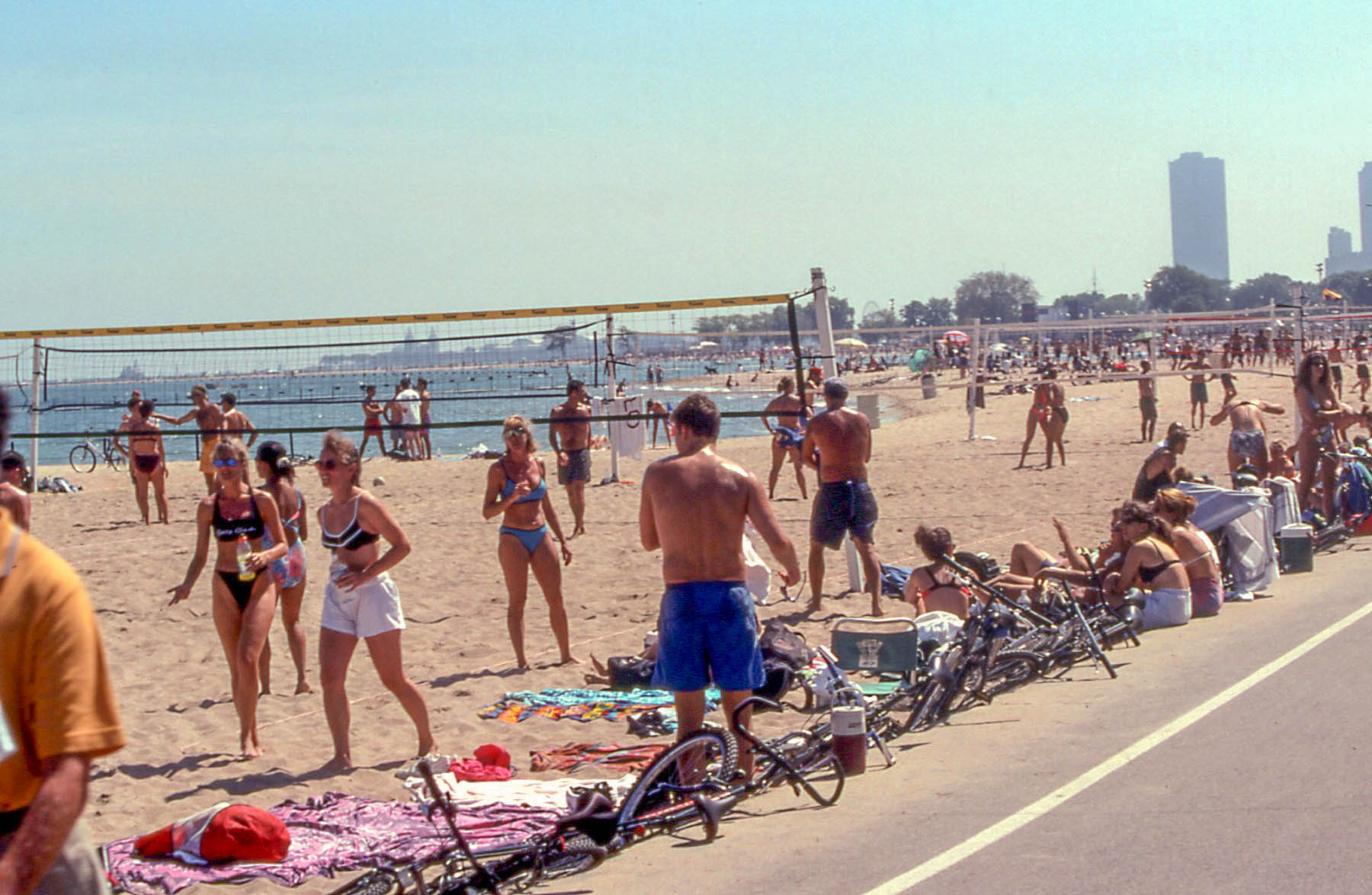
Plaża North Avenue, 1997

Na przełomie XIX i XX wieku miasto rozwijało się bardzo gwałtownie (nawet według amerykańskich standardów), głównie z powodu napływu ogromnej rzeszy imigrantów z Europy. W 1890 r. samo Chicago było domem dla ponad miliona ludzi, co czyniło je drugim co do wielkości miastem w kraju (zaraz za Nowym Jorkiem). W roku 1900 miasto liczyło już ok. 1,7 mln mieszkańców, a w roku 1910 blisko 2,2 mln mieszkańców.
Między 1916, a końcem lat 20. XX wieku do South Side w Chicago, dotarła pierwsza fala co najmniej 75 tys. migrantów – z Południa Stanów Zjednoczonych. W tym czasie kwitnąca społeczność afroamerykańska, uczyniła z Chicago centrum jazzowym Stanów Zjednoczonych. W 1922 do Chicago przybył Joe King Oliver. 
Chicago było jednym z miast najbardziej dotkniętych Wielkim Kryzysem (1929-1933) w kraju, ze względu na uzależnienie od ciężkiego przemysłu. Najbardziej ucierpieli wtedy czarnoskórzy mieszkańcy, wśród których prawie połowa straciła pracę. W 1930 r. w Chicago mieszkało ok. 230 tys. Afroamerykanów i stanowili oni 7% populacji miasta. Trzydzieści lat później w Chicago było ich już 810 tys., co stanowiło prawie 23% populacji, zgodnie z danymi spisowymi.
2 grudnia 1942 roku na korcie do gry w squasha należącym do podmiejskiego uniwersytetu uczeni pod kierunkiem Enrico Fermiego uruchomili pierwszy na świecie reaktor jądrowy.
22 listopada 1987 r. doszło do przechwycenia sygnału telewizyjnego dwóch lokalnych stacji telewizyjnych, w wyniku czego doszło do krótkiej pirackiej transmisji nagrania przedstawiającego niezidentyfikowaną osobę noszącą maskę i kostium Maxa Headrooma.

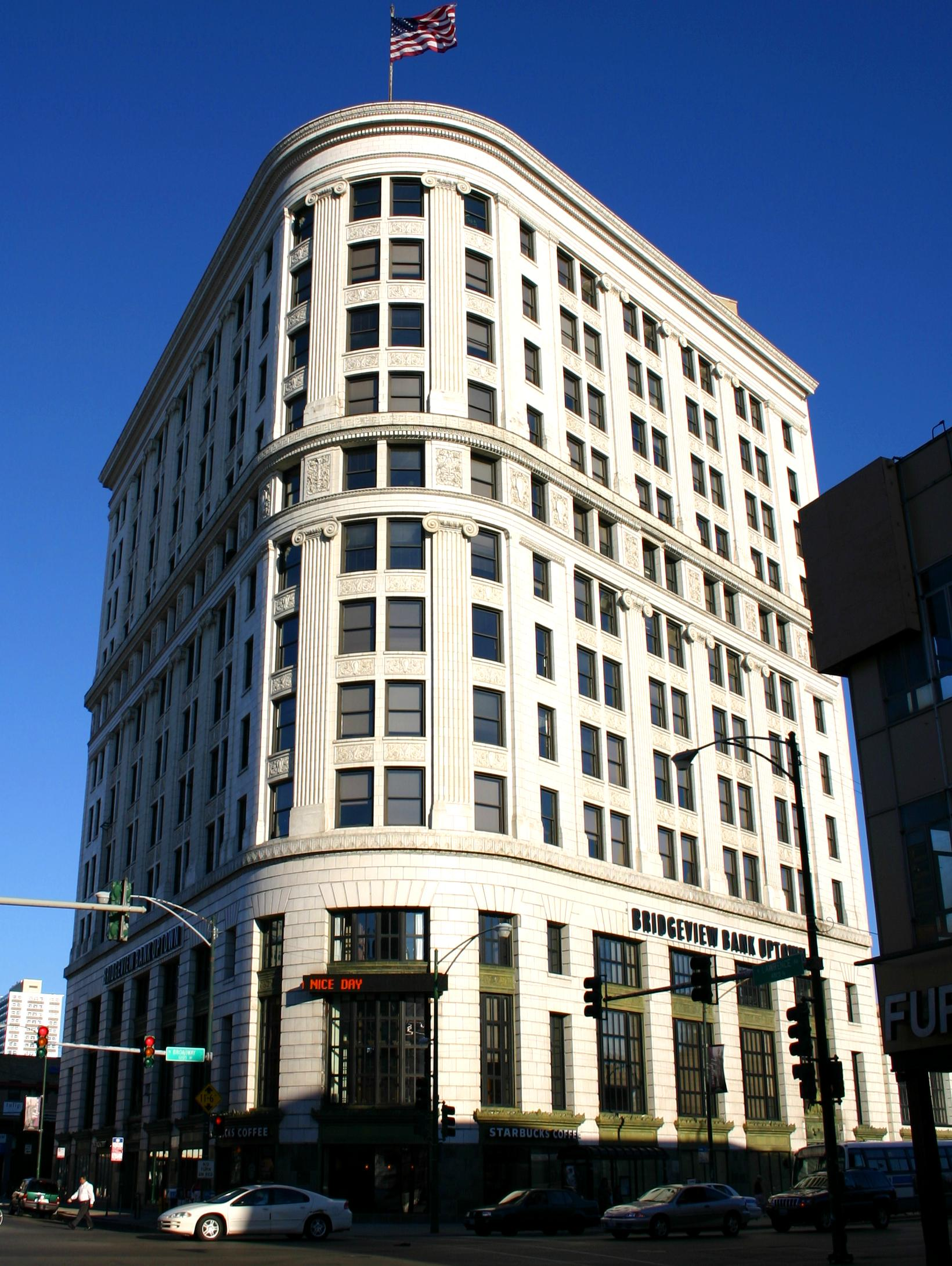
Teller House

## Klimat
| Miesiąc                                                                                          | Sty  | Lut  | Mar  | Kwi  | Maj  | Cze  | Lip  | Sie  | Wrz  | Paź  | Lis  | Gru  | Roczna |
| ------------------------------------------------------------------------------------------------ | ---- | ---- | ---- | ---- | ---- | ---- | ---- | ---- | ---- | ---- | ---- | ---- | ------ |
| Średnie temperatury w dzień [°C]                                                                 | -0,6 | 1,8  | 8,1  | 15,0 | 21,1 | 26,5 | 28,9 | 27,7 | 23,8 | 16,8 | 9,0  | 1,6  | 15,1   |
| Średnie dobowe temperatury [°C]                                                                  | -4,6 | -2,4 | 3,3  | 9,4  | 15,1 | 20,5 | 23,3 | 22,4 | 18,1 | 11,4 | 4,6  | -2,4 | 9,9    |
| Średnie temperatury w nocy [°C]                                                                  | -8,6 | -6,6 | -1,6 | 3,8  | 9,4  | 14,5 | 17,7 | 17,2 | 12,4 | 6,0  | 0,2  | -6,3 | 4,9    |
| Opady [mm]                                                                                       | 43,9 | 45,5 | 63,5 | 85,9 | 93,5 | 87,6 | 94,0 | 125  | 81,5 | 80,0 | 80,0 | 57,2 | 937    |
| Średnia liczba dni śnieżnych                                                                     | 8.2  | 5.9  | 4.2  | 0.9  | 0.0  | 0.0  | 0.0  | 0.0  | 0.0  | 0.2  | 1.7  | 6.9  | 28     |
| Średnia liczba dni z opadami                                                                     | 10,5 | 8,8  | 11,1 | 12,0 | 11,6 | 10,2 | 9,8  | 9,8  | 8,3  | 10,2 | 10,8 | 11,0 | 124    |
| Wilgotność [%]                                                                                   | 72.2 | 71.6 | 69.7 | 64.9 | 64.1 | 65.6 | 68.5 | 70.7 | 71.1 | 68.6 | 72.5 | 75.5 | 69,6   |
| Średnie usłonecznienie [h]                                                                       | 136  | 136  | 187  | 215  | 282  | 311  | 318  | 283  | 227  | 193  | 113  | 106  | 2508   |
| Źródło: NOAA (liczba dni z opadami dla wartości 0,3 mm, port lotniczy Chicago-O’Hare, 1981-2010) |      |      |      |      |      |      |      |      |      |      |      |      |        |

| Sty | Lut | Mar | Kwi | Maj | Cze  | Lip  | Sie  | Wrz  | Paź  | Lis | Gru | Rok  |
| --- | --- | --- | --- | --- | ---- | ---- | ---- | ---- | ---- | --- | --- | ---- |
| 3,9 | 2,7 | 3,2 | 4,9 | 7,1 | 14,1 | 21,5 | 23,2 | 20,3 | 14,9 | 9,6 | 5,7 | 10,9 |

## Gospodarka
Wielki ośrodek handlowo-finansowy (cztery giełdy, w tym największa na świecie giełda płodów rolnych – ang. Chicago Mercantile Exchange). Dawniej centrum przemysłu metalurgicznego, obecnie elektromaszynowego, ponadto maszynowego, chemicznego, przetwórczo-spożywczego. Siedziba koncernów i przedsiębiorstw: McDonald’s, United Airlines, Exelon, Motorola Solutions, Groupon, Conagra Brands, Mondelēz International, Archer Daniels Midland, Walgreens, CME Group i wiele innych. 
Od początku swojej działalności swoją siedzibę w Chicago miał magazyn Playboy – aż do 2012 r., kiedy siedziba została przeniesiona do Los Angeles.

## Transport

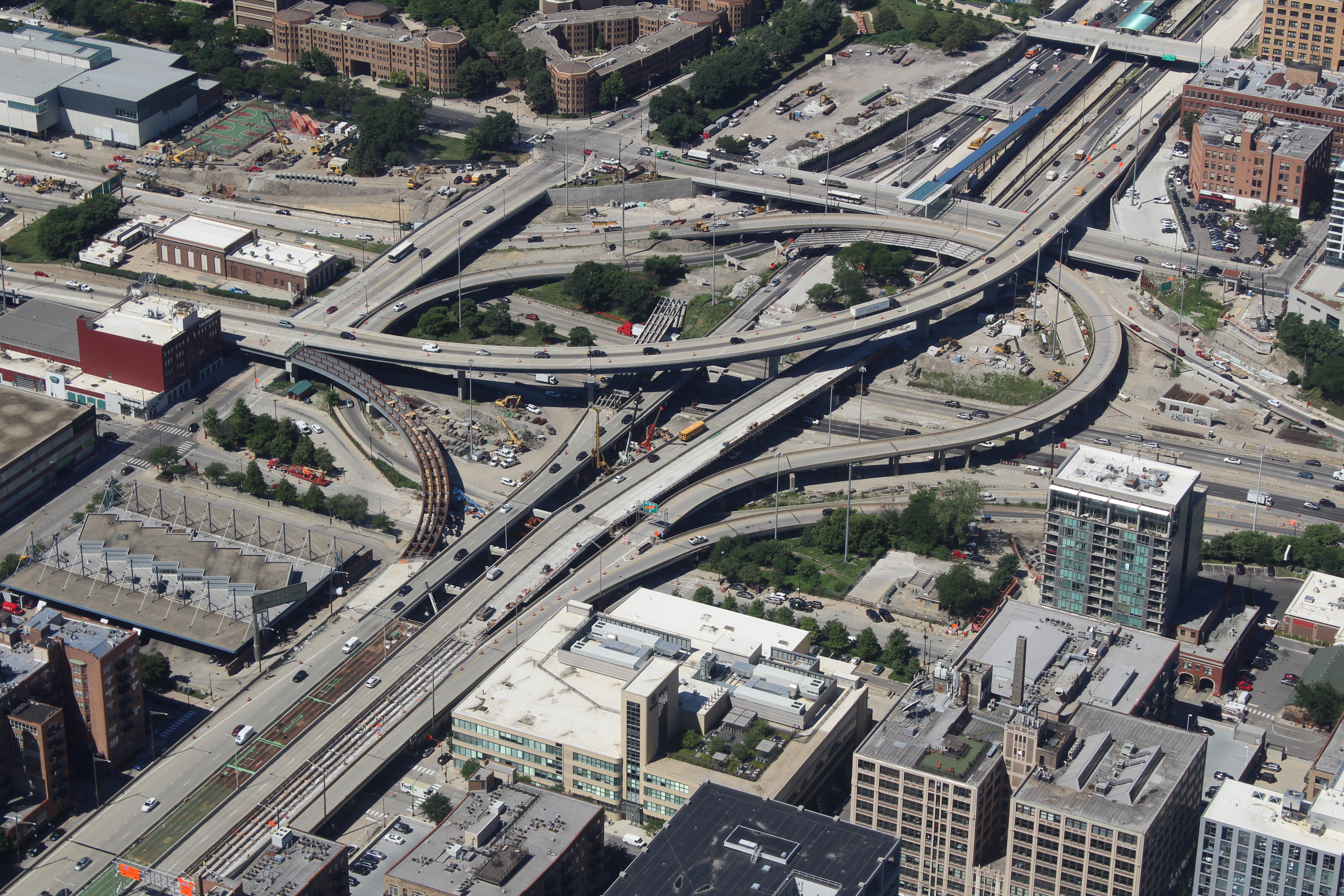
Widok na Jane Byrne Interchange

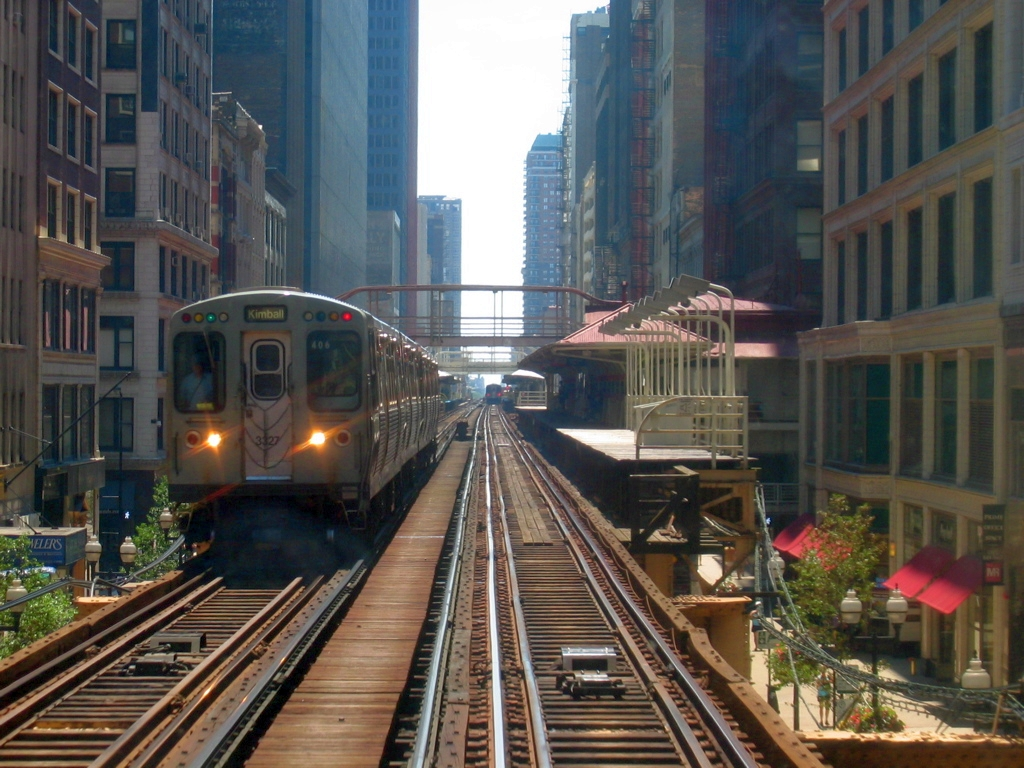
Pociąg metra w Chicago

Wielki węzeł komunikacyjny. Główny zespół portowy Wielkich Jezior. Największy węzeł kolejowy na półkuli zachodniej, krzyżuje się tu 41 linii kolejowych, a w ciągu doby jest odprawianych około 1500 pociągów. Chicago posiada jeden z największych co do ruchliwości portów lotniczych świata – O’Hare (78,6 mln pasażerów w 2004 roku), a także nieco mniejszy Midway. Przez miasto (i przedmieścia) przebiega kilka autostrad, w tym osiem międzystanowych.
Chicago posiada rozbudowany system komunikacji miejskiej (ang. Chicago Transit Authority – CTA). Składają się na niego linie metra na-, nad- i podziemne, oznakowane kolorami niebieskim (z zachodnich przedmieść miasta przez downtown do lotniska O’Hare), zielonym (z zachodu przez downtown na południe), pomarańczowym (z południa do downtown), czerwonym (z południa na północ), brązowym (z downtown do bliskich dzielnic na północy), fioletowym (z downtown na daleką północ) i żółtym (łącząca północno-zachodnie przedmieście Skokie z linią fioletową), oraz miejskie i podmiejskie linie autobusowe, które jednak – mimo znacznej liczebności linii i pojazdów – nie zapewniają alternatywnego dla samochodów środka transportu zbiorowego w mieście.
Ważną rolę w transporcie pasażerskim w granicach metropolii zajmują kompanie taksówkowe, ze słynną Yellow Cab na czele. Żółte taksówki, tak popularne w wielu amerykańskich miastach z Nowym Jorkiem na czele, po raz pierwszy wyjechały na ulice właśnie w Chicago. Łącznie w mieście zarejestrowanych jest około 7000 taksówek.
Pasażerski transport kolejowy zapewnia system Metra, który zapewnia połączenia centrum z dalszymi przedmieściami. Dalekobieżny ruch pasażerski obsługiwany jest przez przewoźników kolejowego Amtrak i autobusowego Greyhound.

## Atrakcje turystyczne
- Art Institute of Chicago
- Park Milenijny w Chicago

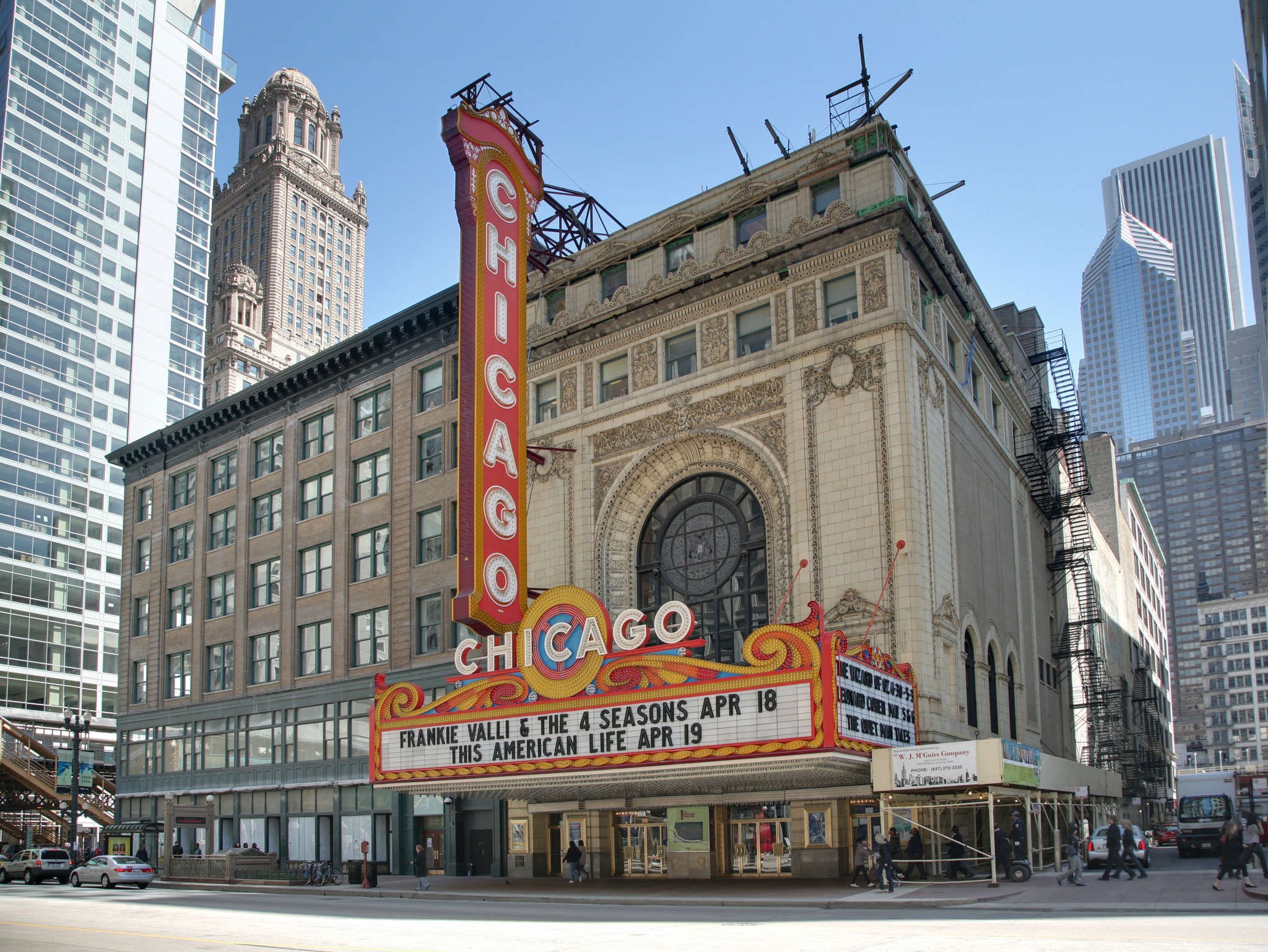
Chicago Theatre

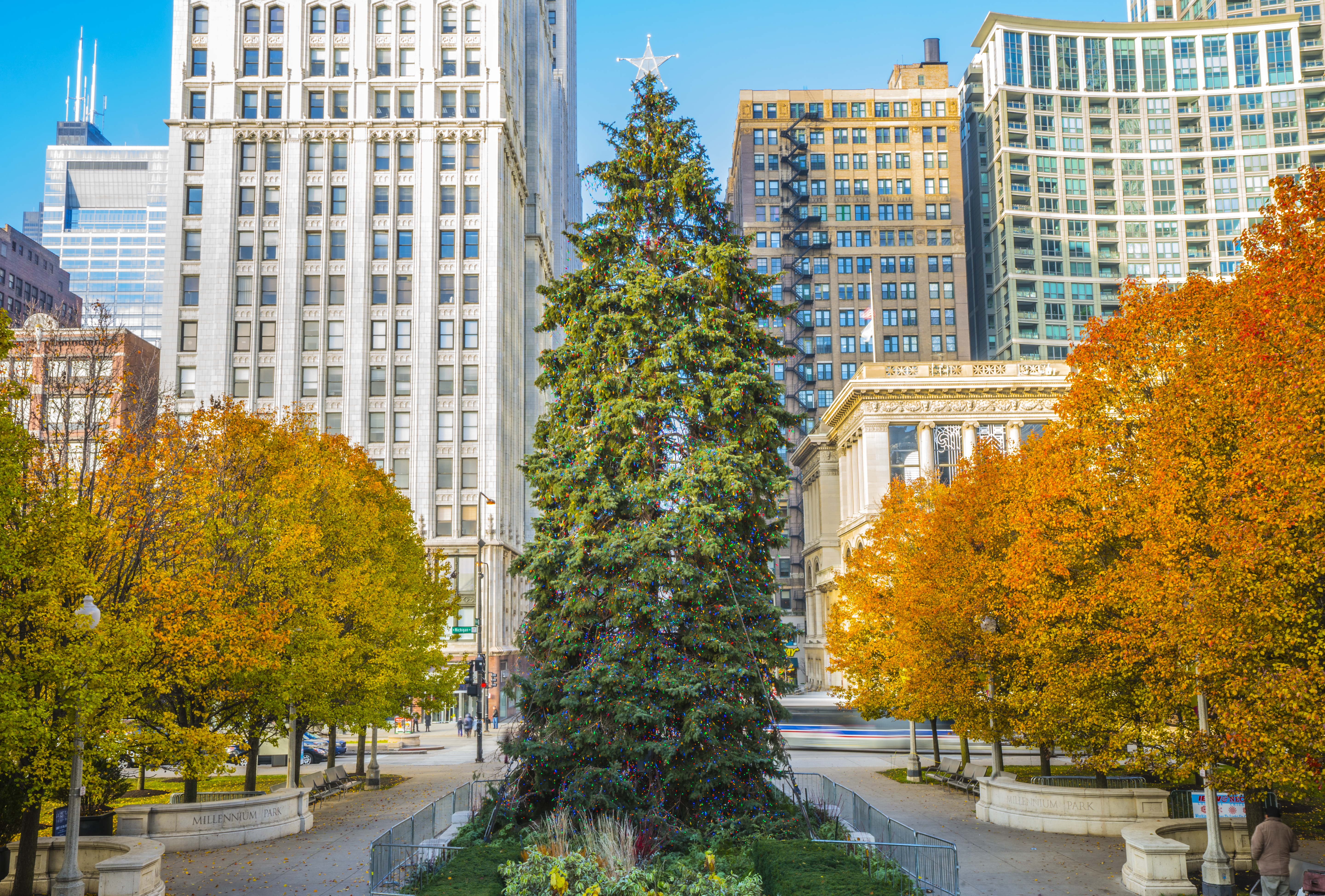
Choinka świąteczna Chicago w Parku Milenijnym (2015)

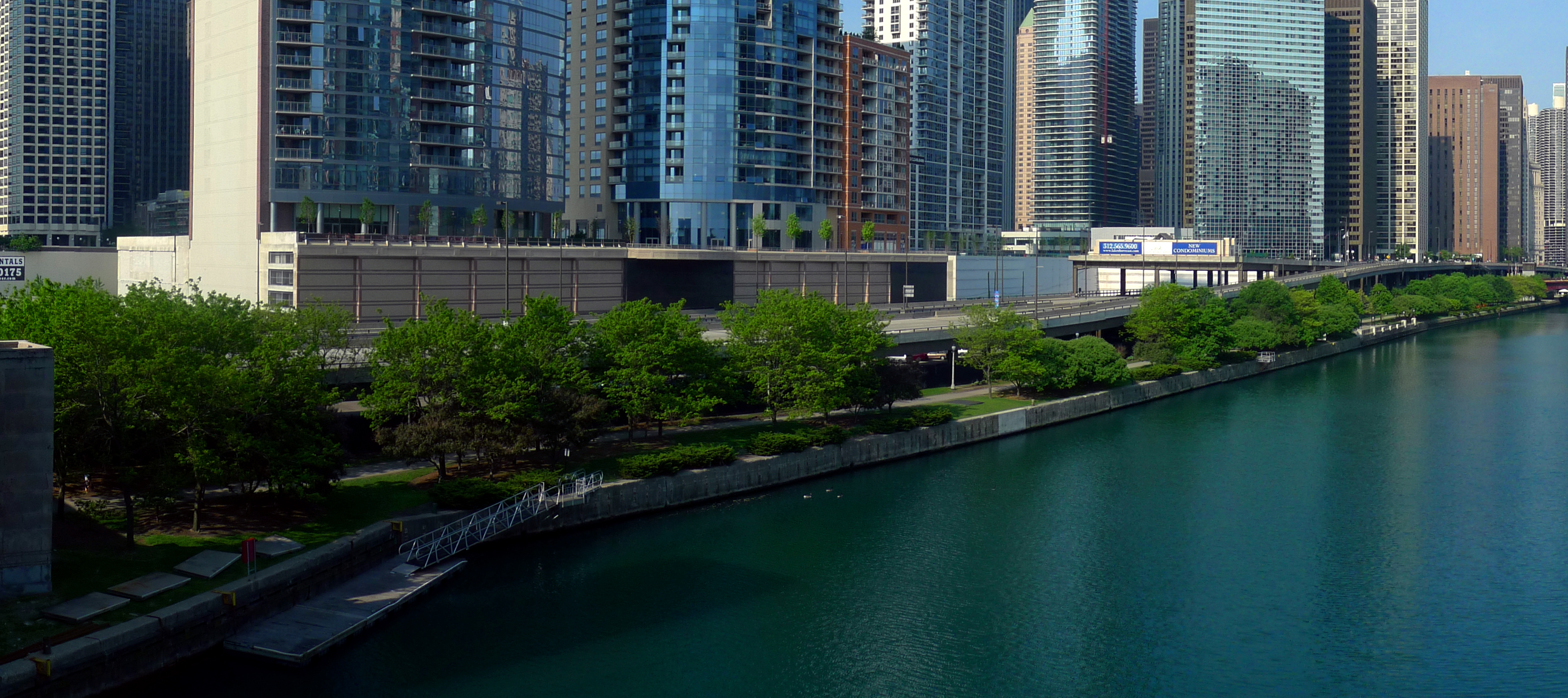
Fragment chicagowskiej promenady

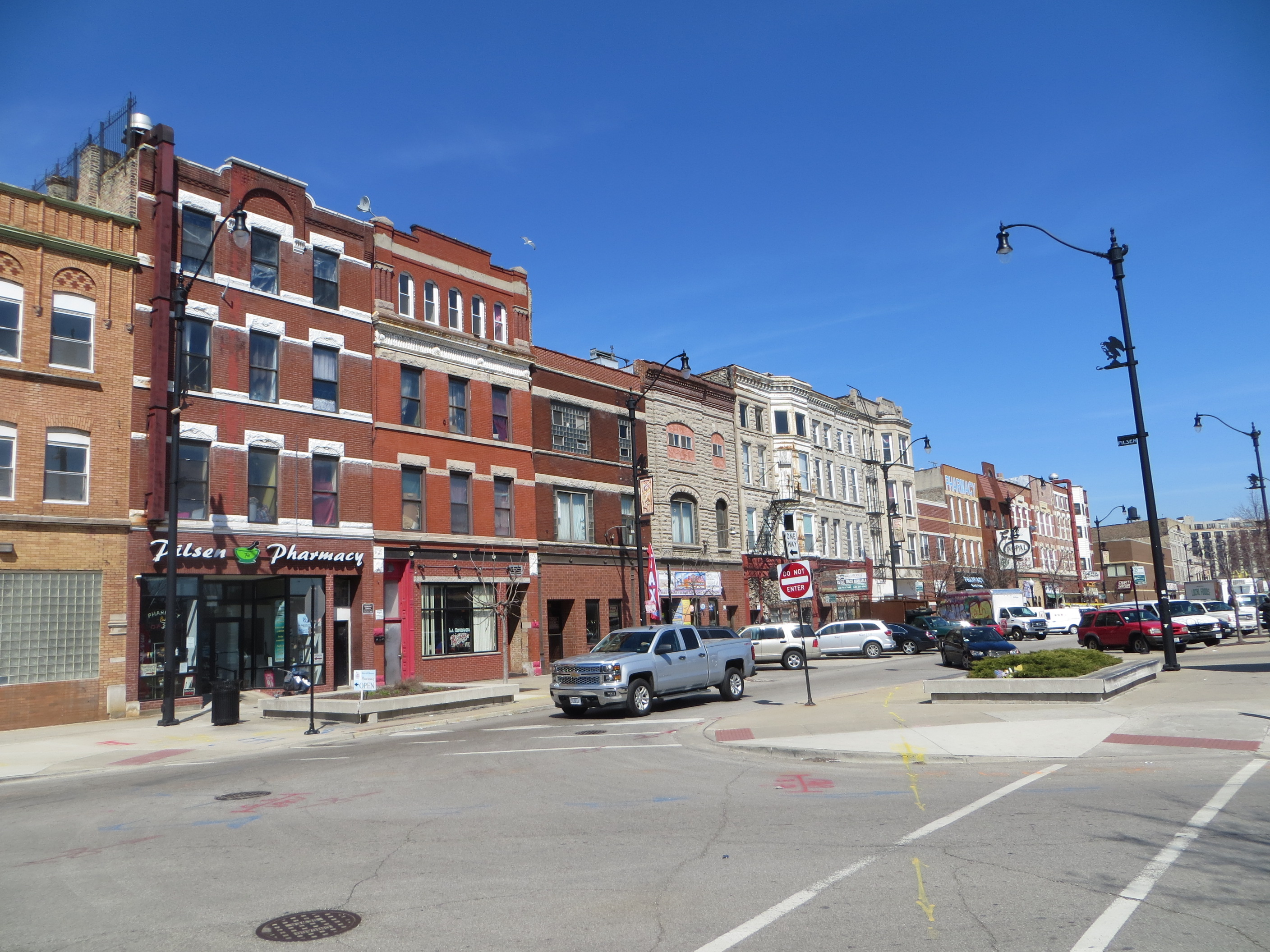
Blue Island Avenue

- Taras widokowy 360 Chicago w budynku 875 North Michigan Avenue
- Muzeum Historii Naturalnej
- Rejs rzeczny wokół Centrum Architektury Chicago
- Garfield Park Conservatory
- Muzeum Nauki i Przemysłu
- Shedd Aquarium w Chicago
- Teatr The Second City
- Adler Planetarium
- Chicagowska promenada
- Molo Marynarki Wojennej (Navy Pier)
- Lincoln Park Zoo
- Fontanna Buckingham
- Miejski szlak estakadowy „606”
- Stadion Wrigley Field
- Museum of Contemporary Art
- Dzielnica Chinatown
- Szlak nad jeziorem Michigan
- Humboldt Park
- Centrum Kultury Chicago
- Narodowe Muzeum Sztuki Meksykańskiej
- Music Box Theatre
- Chicago Theatre
- Muzeum Historii Afroamerykanów DuSable
- Wieżowiec Wrigley Building
- Chicago Savings Bank Building z 1904 roku
- Sears Tower (najwyższy budynek w Stanach Zjednoczonych do linii dachu)
- Trump International Hotel and Tower
- Wieża ciśnień w Chicago z 1869 roku
- Ulica handlowa Magnificent Mile
- Maggie Daley Park
- Plaża North Avenue
- Muzeum Dziecięce w Chicago

## Demografia
Podczas spisu powszechnego w Stanach Zjednoczonych w 2020 r. miasto Chicago liczyło 2 746 388 mieszkańców, co oznacza wzrost o 50 790 od czasu spisu powszechnego w Stanach Zjednoczonych w 2010 roku. Jednak do 2023 r. populacja zmalała o 81 900 do 2 664 452 mieszkańców. Średnia wieku wynosi 35,3 lat, w porównaniu z 38,7 lat dla Illinois i 38,5 lat dla Stanów Zjednoczonych.
Średni dochód gospodarstwa domowego (dane z 2022) w Chicago wynosi 71 673 dolarów, zaś dochód na mieszkańca 45 840 dolarów. 16,9% mieszkańców żyje poniżej relatywnej granicy ubóstwa.

### Etniczność
Według danych pięcioletnich z 2022 roku, ludność biała nielatynoska stanowiła 32,7% ludności miasta, Latynosi jakiejkolwiek rasy – 29%, ludność czarna lub Afroamerykanie – 28,8%, 9,7% było rasy mieszanej, 7% deklarowało pochodzenie azjatyckie i 0,7% to była rdzenna ludność Ameryki. 20,2% mieszkańców Chicago urodziło się poza granicami Stanów Zjednoczonych.
| Skład rasowy                 | 2022   | 2010   | 1990   | 1970   | 1940   |
| ---------------------------- | ------ | ------ | ------ | ------ | ------ |
| Biali Amerykanie             | 42,4 % | 45,0 % | 45,4 % | 65,6 % | 91,7 % |
| — Biali niebędący Latynosami | 32,7 % | 31,7 % | 37,9 % | 59,0 % | 91,2 % |
| Afroamerykanie               | 28,8 % | 32,9 % | 39,1 % | 32,7 % | 8,2 %  |
| Latynosi (dowolnej rasy)     | 29,0 % | 28,9 % | 19,6 % | 7,4 %  | 0,5 %  |
| Azjaci                       | 7,0 %  | 5,5 %  | 3,7 %  | 0,9 %  | 0,1 %  |

Poza osobami pochodzenia afroamerykańskiego, do największych grup należą osoby pochodzenia meksykańskiego (21,4%), niemieckiego (7,3%), irlandzkiego (7,2%) i polskiego (5,1%). Ponadto do Chicago najechało mnóstwo innych narodowości, w tym osoby pochodzenia włoskiego (103,6 tys.), portorykańskiego (94 tys.), angielskiego (82,4 tys.), chińskiego (61,8 tys.), afrykańskiego subsaharyjskiego (47,7 tys.), hinduskiego (44,4 tys.), filipińskiego (30,5 tys.), francuskiego (29,5 tys.), szkockiego lub szkocko–irlandzkiego (25,5 tys.), rosyjskiego (24,9 tys.), szwedzkiego (24,2 tys.), arabskiego (22,9 tys.) i ekwadorskiego (21,4 tys.).

#### Polonia
Do 1930 roku polscy imigranci i ich dzieci zastąpili Niemców jako największą grupę etniczną w Chicago. Do 1980 roku Latynosi i Afroamerykanie w dużej mierze zastąpili Polaków w starszych centralnych dzielnicach śródmieścia, podczas gdy Polonia masowo przenosiła się na przedmieścia. W spisie z 2000 r. okazało się, że w stanie Illinois mieszkało 933 tys. osób polskiego pochodzenia. 23% z nich mieszkało w Chicago, 65% na jego przedmieściach, a 12% w innych częściach stanu. Osoby polskiego pochodzenia stanowiły 7,3% populacji miasta Chicago. W Chicago populacja polskich cudzoziemców osiągnęła szczyt w 1980 r., kiedy Polonia liczyła 301 tysięcy osób.

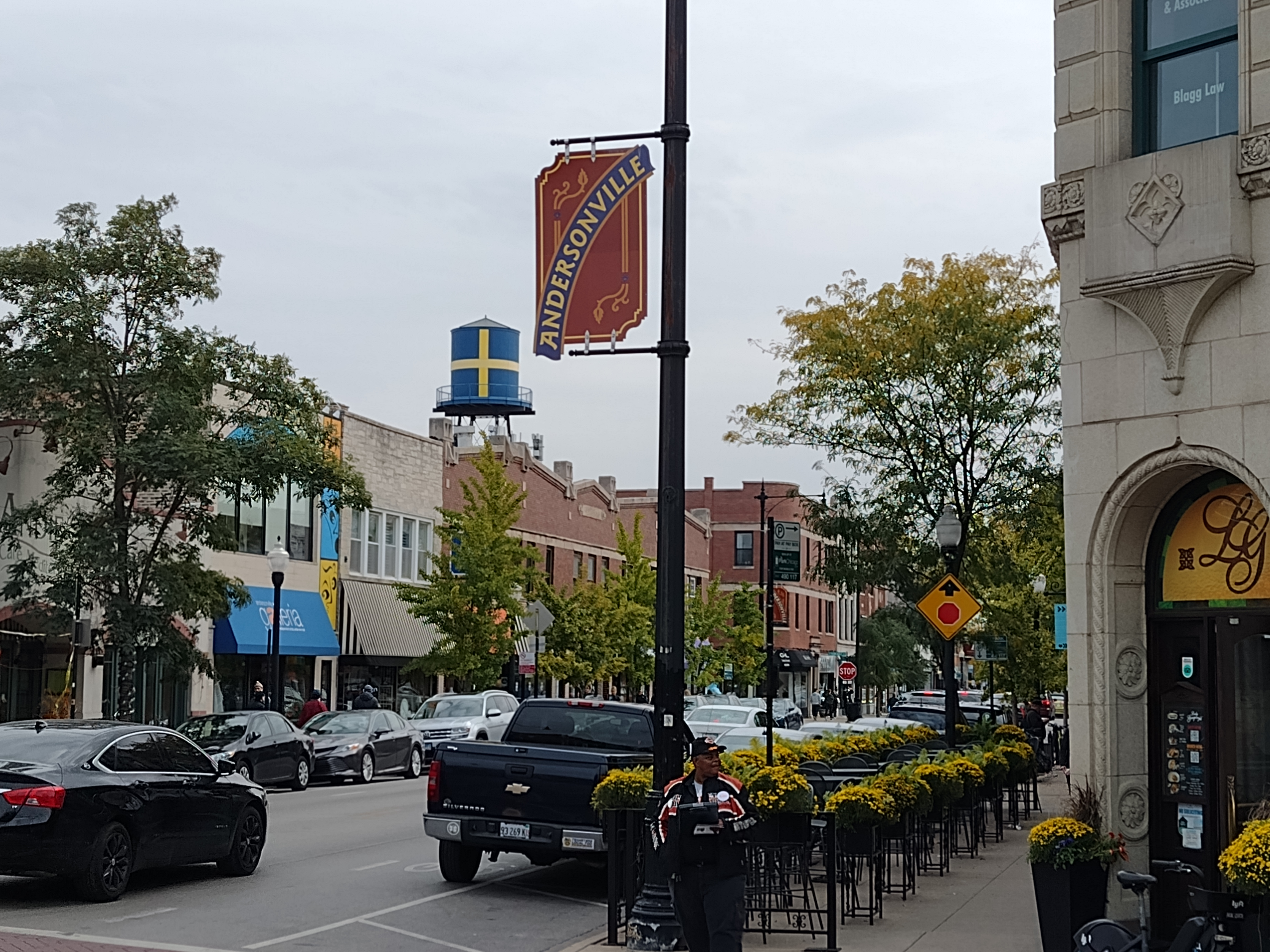
Szwedzka dzielnica Andersonville

### Dzielnice narodowe
Chicago zawsze było miastem wyraźnie imigranckim, z wyodrębnionymi dzielnicami etnicznymi: niemiecką, czeską, grecką, meksykańską, chińską, polską i wiele innych. Populacja dzielnic zmienia się wraz z różnymi falami imigrantów, więc na przykład czeska historyczna dzielnica Pilzna (Pilsen Historic District) jest obecnie zamieszkana głównie przez Meksykanów. Szwedzka dzielnica Andersonville w dużej mierze straciła szwedzką populację, ale nadal ma kilka szwedzkich sklepów i restauracji. Szwedzkie dziedzictwo Andersonville jest nadal widoczne na jego ulicach, szczególnie w Swedish American Museum.

## Religia
W Chicago, Irlandczycy wraz z niemieckimi katolikami i garstką francuskojęzycznych mieszkańców, w latach 30. i 40. XIX wieku, położyli podwaliny pod Kościół katolicki w mieście. Następnie w ostatnich dekadach XIX wieku i na początku XX wieku, populacja katolicka nie tylko ogromnie rosła, ale stała się znacznie bardziej zróżnicowana, wraz z przybyciem tysięcy Polaków, Czechów, Słowaków, Chorwatów i Włochów. Do katolickich uczelni powstałych jeszcze w XIX wieku, należą: Uniwersytet Loyola i DePaul University.
Dzięki działaniom Kościoła Metodystyczno–Episkopalnego, do 1848 r. metodyści zostali największą anglojęzyczną grupą protestancką w pierwszych dekadach życia Chicago. Metodyści założyli swoją pierwszą szkołę niedzielną w 1832 r. i zachęcali do działań przeciwko spożywaniu alkoholu. Luteranie, z których wielu było Niemcami i Skandynawami, utworzyli 17 kongregacji do 1870 roku i w ciągu dwóch dekad stali się największą grupą protestancką w mieście. W 1886 roku założono Instytut Biblijny Moody'ego. W 1892 roku baptyści z Chicago, wspierani funduszami od magnata naftowego Johna D. Rockefellera, założyli University of Chicago. Chicago Temple Building wzniesiony w 1924 roku, to 173-metrowy wieżowiec kościelny, który uznany jest za najwyższy kościelny budynek na świecie. Utworzony przez zjednoczonych metodystów, przez siedem lat był najwyższym budynkiem Chicago. Po drugiej wojnie światowej Wielka Migracja Afroamerykanów, doprowadziła do utworzenia wielu „czarnych” kościołów.

Norweski kościół luterański Minnekirken

Judaizm w Chicago stworzył religijne instytucje świadczące usługi społeczne dla tysięcy wschodnioeuropejskich Żydów, którzy przybyli do Chicago między 1880, a I wojną światową. 
W latach 30. i 40. XX wieku Chicago było prawdopodobnie główną siedzibą aktywizmu katolickiego, który dał początek takim organizacjom jak Catholic Youth Organization (założycielem był biskup Bernard Sheil z Chicago).
W latach 1980–2020 członkostwo w Kościele katolickim na obszarze aglomeracji Chicago spadło z ponad 3,1 mln do 2,75 mln (odsetek z 39,1% do 28,6%). W 1980 roku do największych organizacji pozakatolickich należały: Kościół Ewangelicko-Luterański w Ameryce, z siedzibą w Chicago (196,7 tys.), Kościół Luterański Synodu Missouri (191,1 tys.) i Zjednoczony Kościół Metodystyczny (174,7 tys.), jednak wszystkie one w XXI wieku znacząco się skurczyły. W latach 2000–2020 drastycznie członkostwo zwiększyły społeczność muzułmańska (455 tys. wyznawców) i lokalne bezdenominacyjne zbory ewangelikalne (415,8 tys. członków).
W 2020 roku mnogość kościołów protestanckich, ponadto obejmuje: Kościoły baptystyczne (w tym Narodową Misyjną Konwencję Baptystyczną Ameryki – 149,9 tys., Narodową Konwencję Baptystyczną USA – 68,2 tys. i Południową Konwencję Baptystów – 47,9 tys.), Kościoły zielonoświątkowe (w tym Zbory Boże – 68,4 tys., Kościół Boży w Chrystusie – 54,2 tys. i Zjednoczony Kościół Zielonoświątkowy – 72 zbory), Kościoły kalwińskie (tj. Zjednoczony Kościół Chrystusa – 59,1 tys. i Kościół Prezbiteriański USA – 39,7 tys.), Kościoły Chrystusowe (41,6 tys.), Kościół Episkopalny (29,5 tys.), Kościół Adwentystów Dnia Siódmego (27,9 tys.) i Ewangeliczny Wolny Kościół Ameryki (z 84 zborami). 
Family Christian Center i New Life Covenant Assemblies of God należą do 50. największych megakościołów w Stanach Zjednoczonych. 
Inne religie w aglomeracji Chicago obejmują społeczności żydowską (ok. 80 tys.), świadków Jehowy (79,4 tys.), hinduistyczną (40,5 tys.), mormońską (ok. 40 tys.), buddyjską (35,4 tys.), greckiego prawosławia (32,6 tys.) i wiele innych (w tym kościołów wschodnich). 
Pewna, rosnąca część mieszkańców pozostaje bez przynależności religijnej.

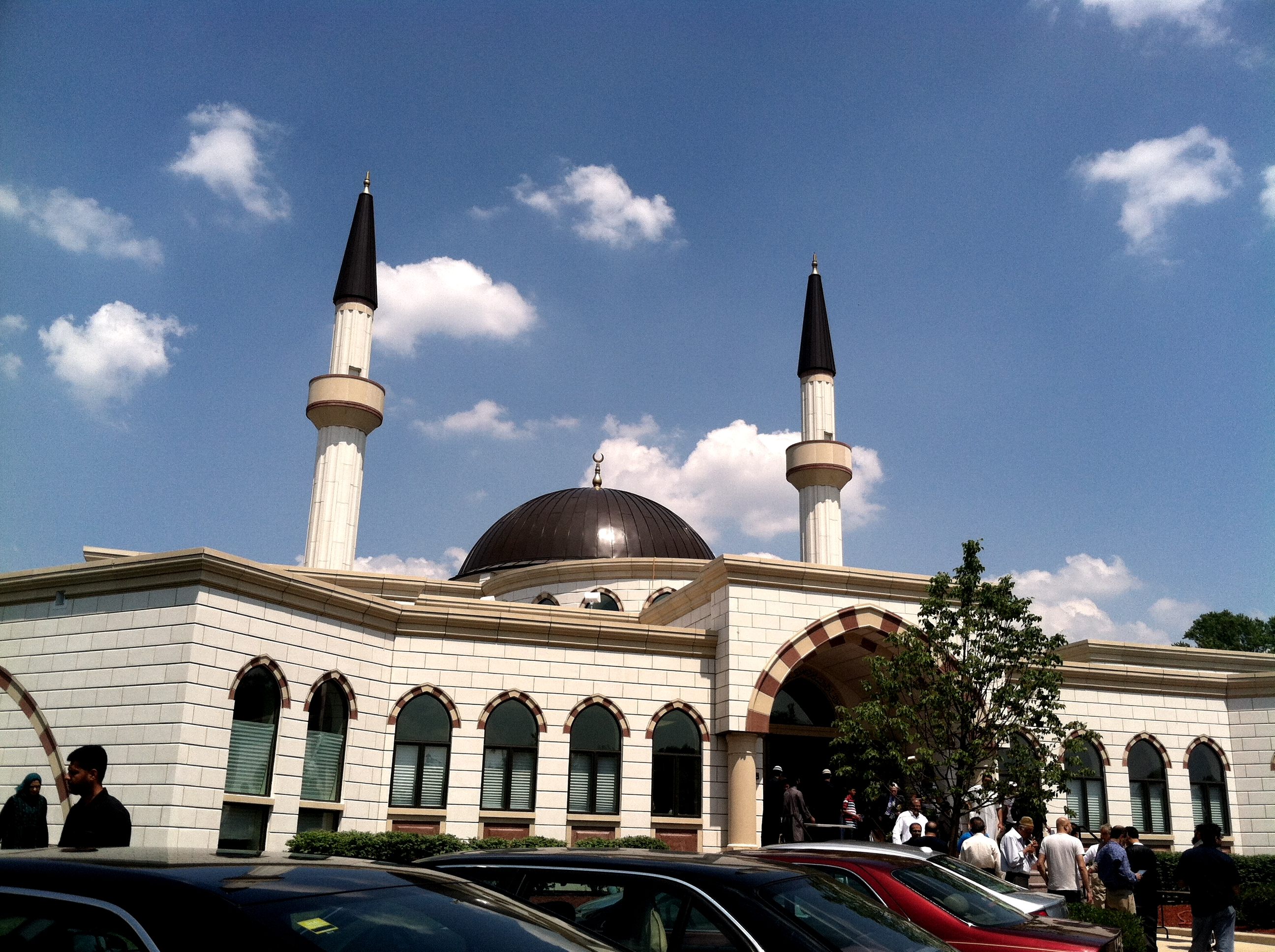
Meczet Darussalam w Lombard

### Islam
Społeczność muzułmańska Chicago jest jedną z największych i najszybciej rosnących w USA (wzrost z 1,3% w 2000 do 4,7% w 2020). Muzułmańska populacja Chicago jest prawdopodobnie najbardziej zróżnicowaną na świecie, dzięki czemu miasto zyskało sobie przydomek „amerykańskiej Medyny” (przyciąga muzułmanów ze wszystkich stron świata). Muzułmanie w Chicago są pochodzenia arabskiego, indyjskiego, pakistańskiego, nigeryjskiego i innego afrykańskiego, jak również są liczne populacje z Bliskiego Wschodu (w tym Palestyńczycy i Jordańczycy). Pierwszymi muzułmanami, którzy licznie przybyli do Chicago na początku XX wieku, byli Albańczycy i Bośniacy.

## Przestępczość
Chicago zajęło 28. miejsce na liście najbardziej śmiercionośnych miast w Stanach Zjednoczonych sporządzonej przez stację CBS. Wskaźnik zabójstw w 2019 roku wyniósł 18,26 na 100 tys. mieszkańców. Miasto doświadcza wyższego poziomu morderstw, strzelanin i napaści z użyciem przemocy w porównaniu z innymi dużymi miastami USA. Chicago należy także do miast o najwyższym wskaźniku kradzieży pojazdów mechanicznych.

## Sport

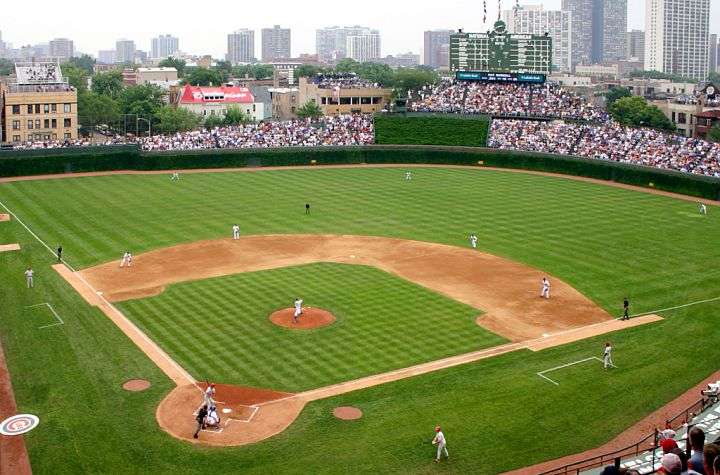
Stadion baseballowy Wrigley Field

W Chicago znajduje się kilka dużych stadionów, jak:
- Wrigley Field to stadion baseballowy, na którym rozgrywa swoje mecze drużyna Chicago Cubs.
- Guaranteed Rate Field to stadion baseballowy drużyny Chicago White Sox.
- United Center to hala sportowa, w której mecze rozgrywają zespoły Chicago Blackhawks (NHL), Chicago Bulls (NBA) i inne.
- Soldier Field – stadion sportowy, na którym mecze rozgrywa zespół futbolu amerykańskiego Chicago Bears.
- SeatGeek Stadium – wielofunkcyjny stadion, ale najczęściej używany jest jako stadion piłkarski, a swoje mecze rozgrywa na nim drużyna Chicago Fire.

## Polacy w Chicago

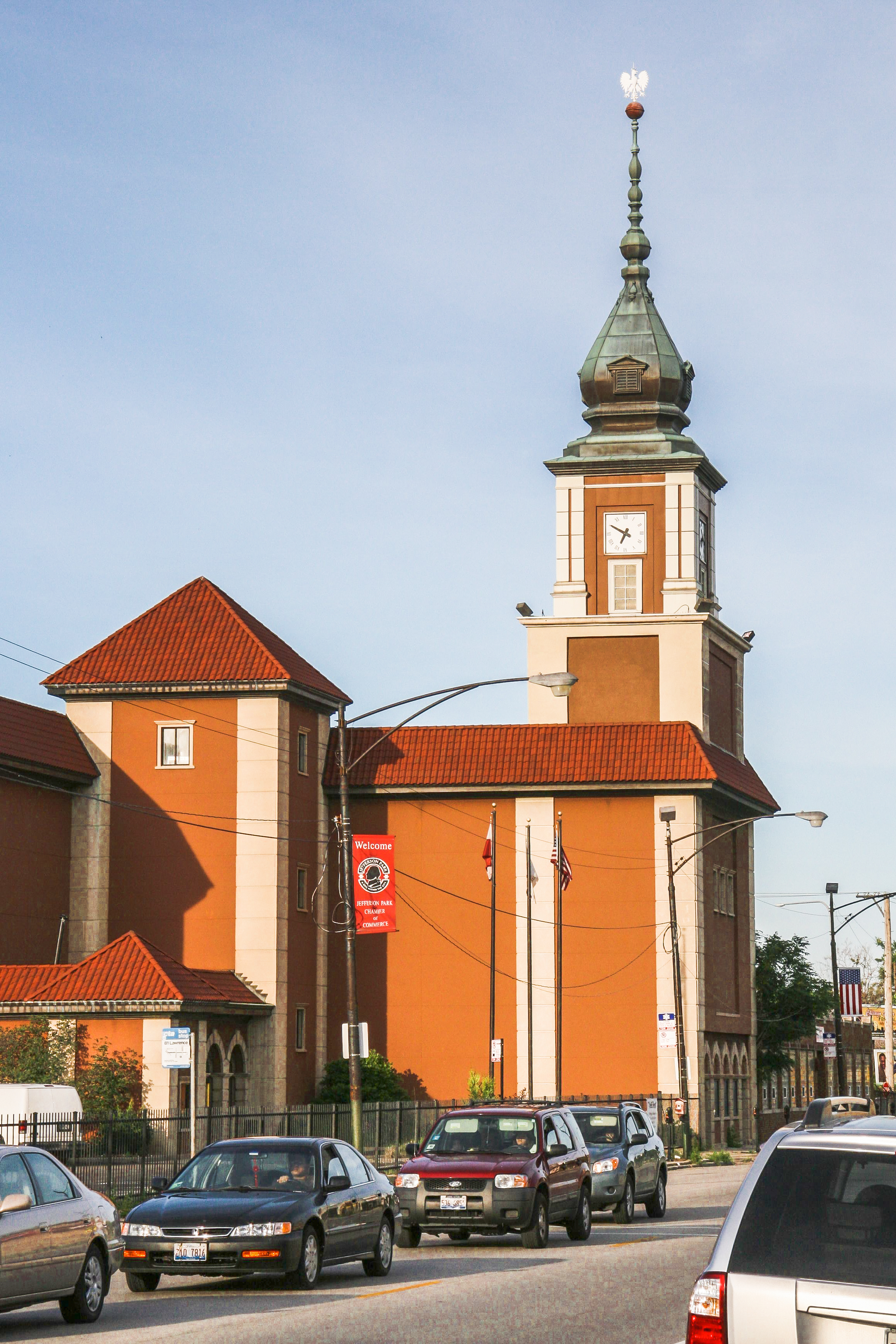
Gateway Theatre w Chicago, siedziba fundacji Kopernikowskiej w dzielnicy Jefferson Park

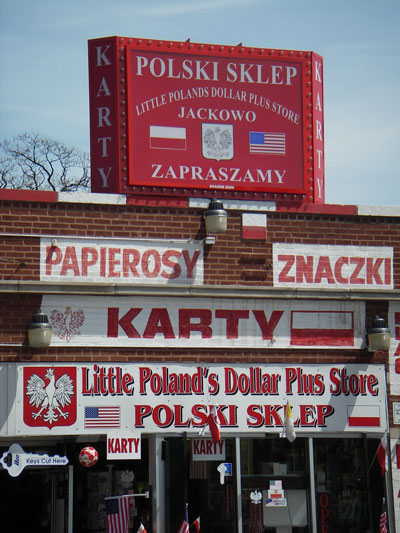
Sklep na Jackowie

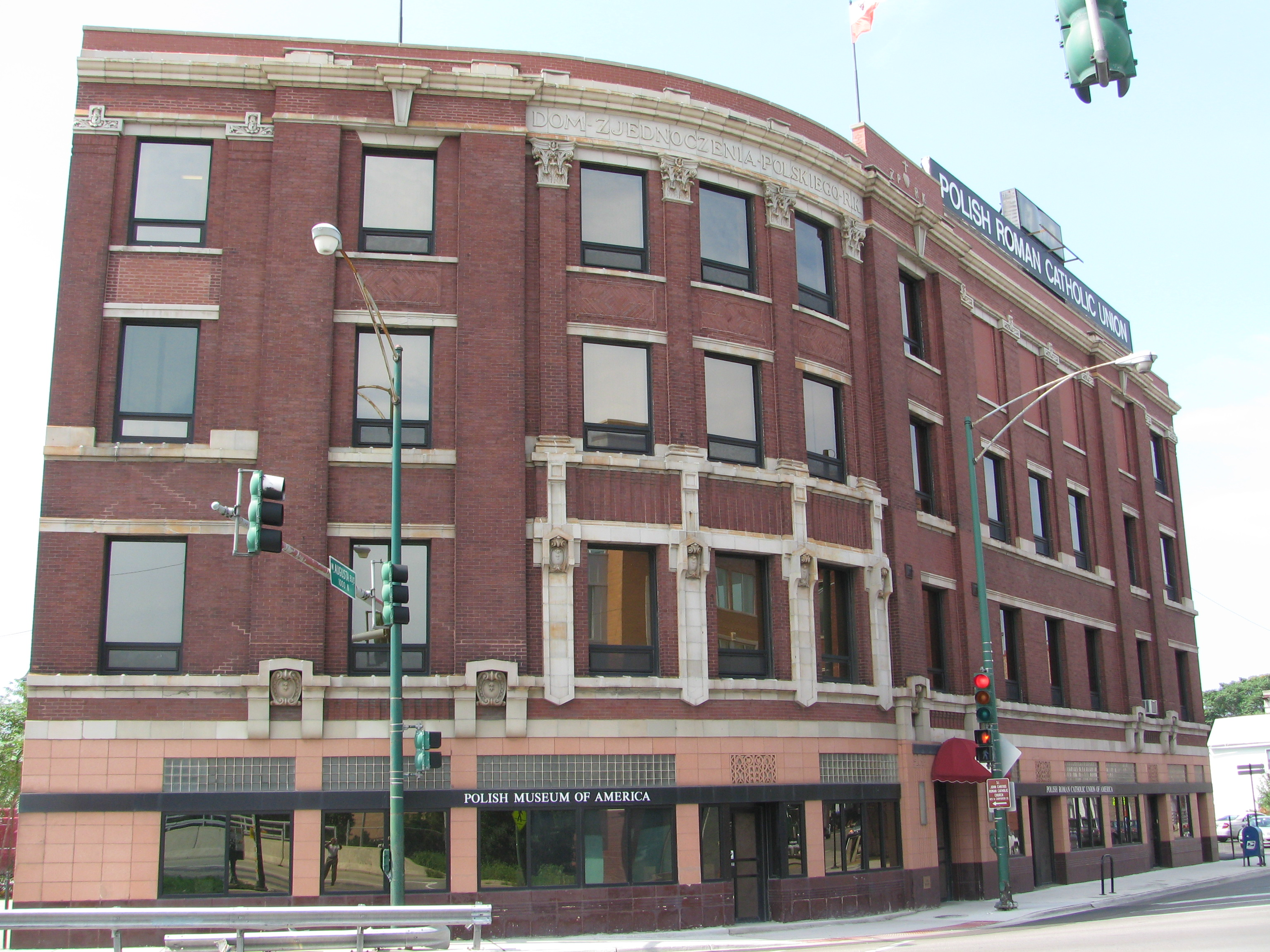
Budynek Muzeum Polskiego w Ameryce

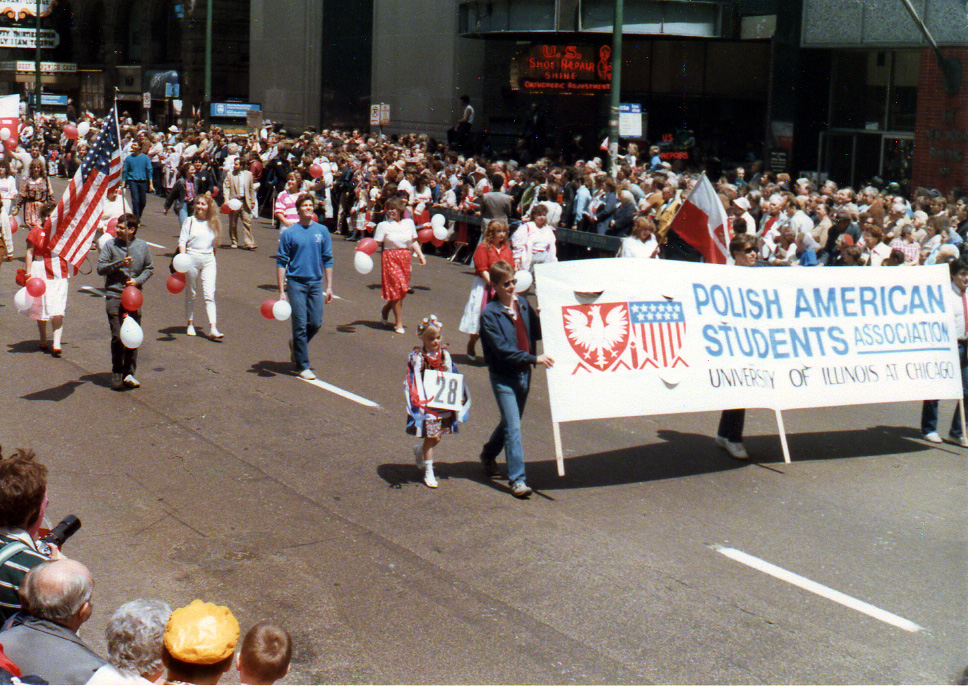
Parada 3-majowa na ulicy Dearborn w roku 1985

Pierwsza polska parafia katolicka została założona w 1867 roku w dzielnicy West Town, w sąsiedztwie niemieckiej osady katolickiej.
W czasie I wojny światowej w Chicago mieszkało 351 600 ludności polskiej, tym samym więcej niż rdzennej polskiej ludności Warszawy. Do końca lat 80. XX wieku dość duża część Polaków w Chicago zamieszkiwała dzielnicę Polish Village, potocznie nazywaną Jackowem od parafialnego kościoła świętego Jacka. Dzisiaj Polacy również są tam obecni, ale są już tam mniejszością. Obecnie tę dzielnicę Chicago zamieszkują przeważnie Meksykanie (zgodnie z kierunkiem migracji Amerykanów mieszkających w Chicago: z południa na północ). Obecnie Polacy mieszkają w wielu różnych dzielnicach Chicago, szczególnie w północno-zachodnich np.: Des Plaines (około 25% Amerykanów mieszkających w tej dzielnicy Chicago jest pochodzenia polskiego), Niles, Arlington Heights, Mount Prospect. Polacy przenoszą się również, chociaż już w mniejszym stopniu, do południowo-zachodnich dzielnic Chicago, takich jak Burbank albo Palos Hills; ale główne skupisko polskich średnich i małych biznesów mieści się w Chicago na północny zachód od Jackowa, wzdłuż ulic Belmont i Central oraz dalej w okolicach ulic Harlem i Irving Park Road, a nawet przenoszą się na niektóre dzielnice Chicago i jego północno-zachodnie dzielnice. Bardzo dużo Polaków, przeważnie pochodzących z południa Polski (szczególnie Podhalan) można zobaczyć w południowej części Chicago. Dzielnica Portage Park w Chicago, według spisu ludności z 2000 roku, stanowi największe skupisko Amerykanów narodowości polskiej albo pochodzenia polskiego w Chicago.
Chicago to bardzo duże centrum zorganizowanych Polaków. Pierwszym posłem polonijnym z tego miasta do parlamentu Illinois był pochodzący ze Śląska działacz Piotr Kiołbasa. Siedziba władz centralnych Kongresu Polonii Amerykańskiej (PAC), Związku Narodowego Polskiego (PNA), Zjednoczenia Polskiego Rzymsko-Katolickiego (PRCU), Związku Polek w Ameryce (PWA), Związku Podhalan w Północnej Ameryce (PHAA), Polish American Youth (PAY) i wielu innych organizacji.
Związek Narodowy Polski jest właścicielem stacji radiowej WPNA 1490 oraz wydawcą gazety codziennej „Dziennik Związkowy” (ang. Polish Daily News) założonej w roku 1908. Najstarszym polskim zabytkiem jest Kościół św. Stanisława Kostki zbudowany ok. 1870, a przy Zjednoczeniu Rzymsko-Katolickim mieści się Muzeum Polskie w Ameryce. Jedynym kościołem w Chicago, w którym odprawiane są msze św. jedynie w języku polskim jest misyjny Kościół św. Trójcy, mimo że Polacy w jego okolicy nie mieszkają od wielu już lat.
W Chicago wychodzą dwie gazety codzienne w języku polskim, kilkanaście tygodników i miesięczników („Program”, „Express”, „Biznes+”, „Szikagowianka”, „Monitor” i in.), kilkugodzinne programy codzienne nadają dwie stacje telewizyjne, tu emitowany jest program Polsatu 2 „Oblicza Ameryki”, a także program publicystyczny Telewizji Trwam „Jak my to widzimy”; ponadto nadawanych jest kilkadziesiąt programów radiowych z co najmniej czterech stacji nadawczych.
W Chicago i w niektórych dzielnicach Chicago organizowane są rozmaite przedsięwzięcia Polaków mieszkających w Chicago:
- parady 3-majowe w Chicago;
- dwa polskie kluby żeglarskie – Joseph Conrad Yacht Club i Karaibska Republika Żeglarska;
- cztery polskie kluby motocyklowe – globalny najstarszy Orzeł Biały /1998/[50] oraz Legacy MC /2001/, Sokół Riders /nowy 2012/[51] i Road Runners MC;
- Autoklub Polski Chicago;
- Aeroklub Polski Chicago;
- 12 Pułk Ułanów Podolskich;
- festiwal Shanties–Chicago;
- coroczne przeglądy filmów polskich;
- Festiwal Taste of Polonia;
- coroczne wybory Miss Polonia oraz Bale Amarantowe;
- coroczny finał Wielkiej Orkiestry Świątecznej Pomocy;
- spotkania i koncerty w Copernicus Center, Cafe Lura i Art Gallery Kafe;
- polskie kościoły i msze w języku polskim.

Należy również wymienić w Chicago działalność komercyjną: rokrocznie wydawany „Informator Polonijny” – książka telefoniczna o objętości około 2000 stron.

### Polskie kościoły rzymskokatolickie

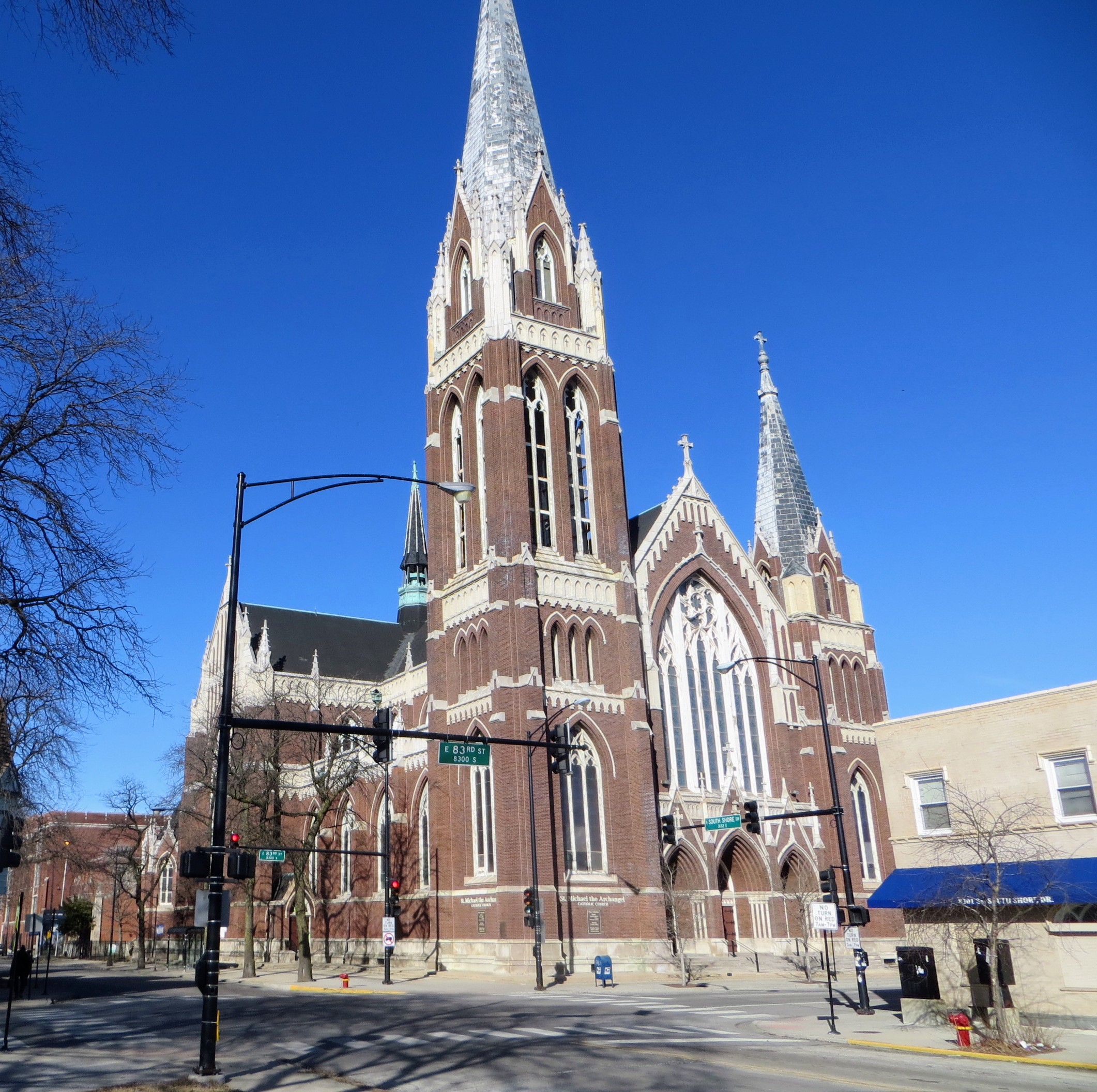
Kościół św. Michała Archanioła w Chicago

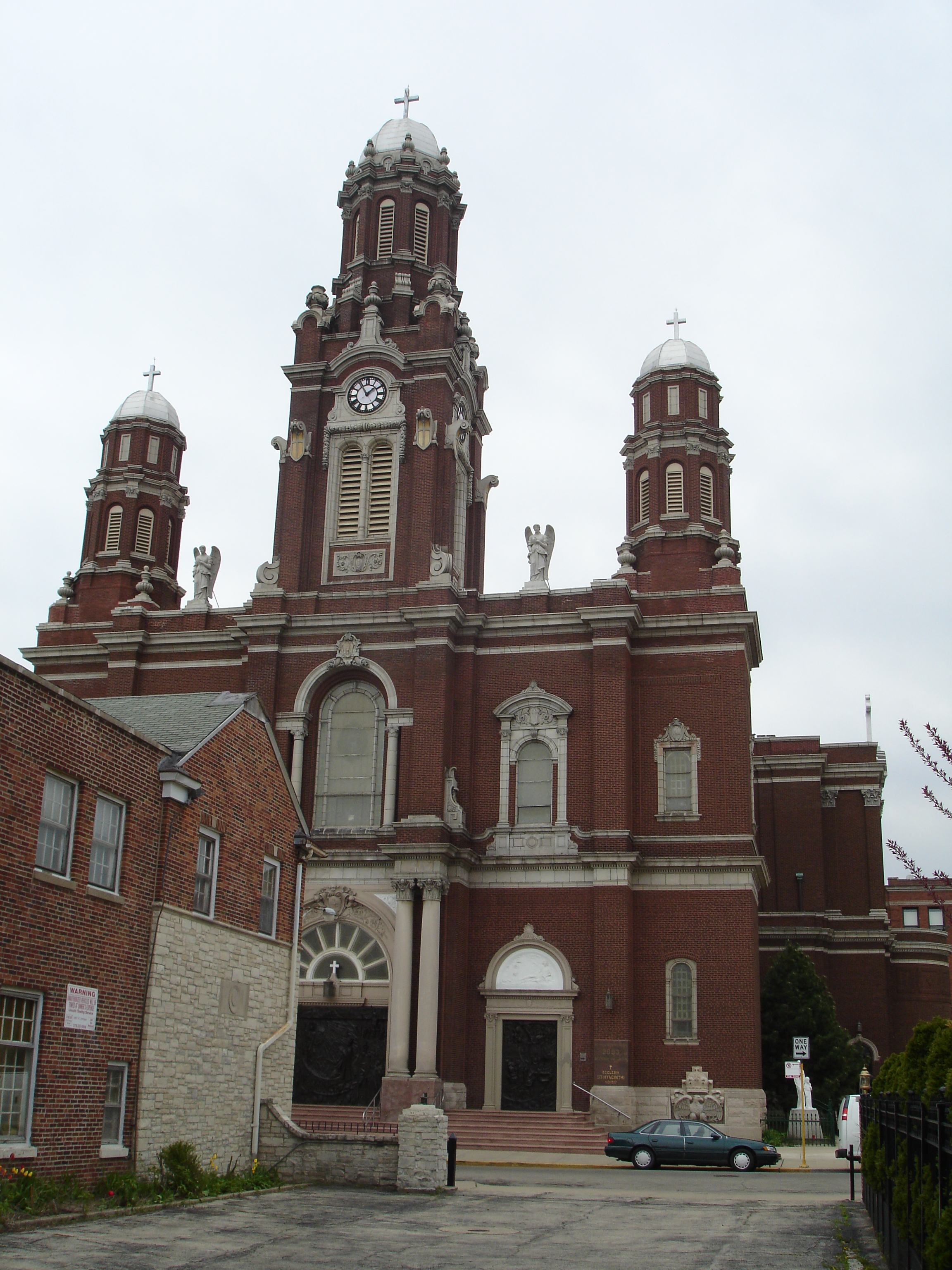
Kościół świętego Jacka

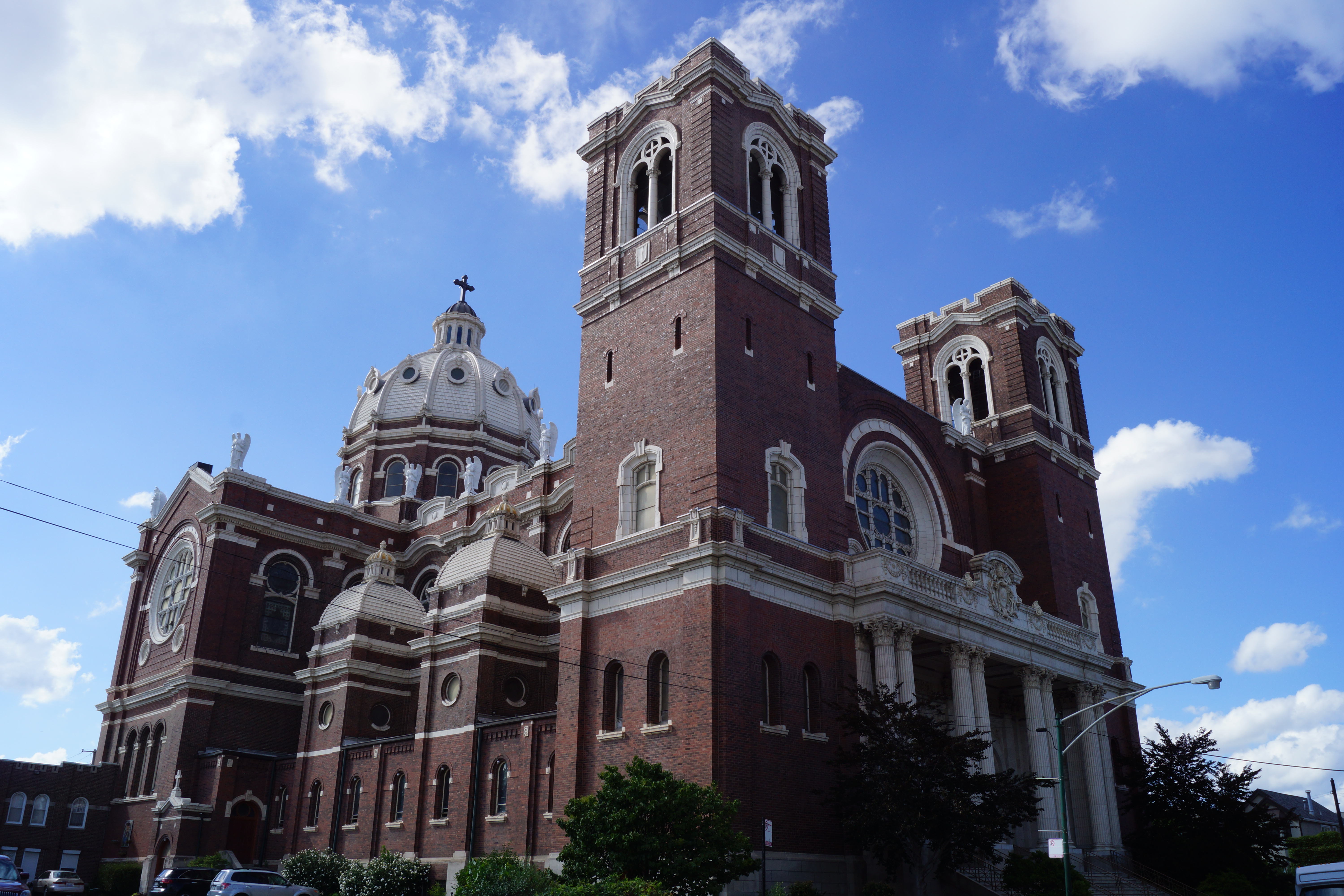
Parafia Matki Bożej Anielskiej w Chicago

- Parafia św. Joanny Franciszki de Chantal
- Parafia św. Anny
- Parafia św. Barbary
- Parafia św. Brunona
- Parafia św. Daniela Proroka
- Parafia św. Ferdynanda
- Parafia św. Floriana
- Parafia św. Heleny
- Parafia św. Jacka
- Parafia św. Jakuba Apostoła
- Parafia św. Józefa
- Parafia św. Kamila
- Parafia św. Konstancji
- Parafia Matki Bożej Anielskiej
- Parafia św. Moniki
- Parafia Świętych Młodzianków
- Polska Misja Najświętszego Serca Pana Jezusa
- Parafia św. Pankracego
- Parafia Pięciu Braci Męczenników
- Parafia św. Pryscylli
- Parafia św. Romana
- Parafia św. Ryszarda
- Parafia św. Stanisława Biskupa i Męczennika
- Parafia św. Stanisława Kostki
- Parafia św. Tekli
- Polska Misja Duszpasterska Trójcy Świętej
- Parafia św. Turybiusza
- Parafia św. Wacława
- Parafia św. Wojciecha
- Parafia św. Władysława
- Parafia św. Alberta w Chicago

### ParafiePolskiego Narodowego Kościoła Katolickiego
- Diecezja Zachodnia[52]
- Parafia Katedralna Wszystkich Świętych[53]
- Parafia św. Jadwigi
- Parafia św. Jana[54]
- Parafia św. Cyryla i Metodego[55]
- Parafia Słowa Bożego

### Świadkowie Jehowy
- zbór Polish Chicago[56]

### Zbory Boże
- Polskie Centrum Chrześcijańskie[57]
- Evangel Polish Church (Hanover Park)[57]

## Urodzeni w Chicago
- Robin Williams (1951–2014), aktor
- Bobby Fischer (1943–2008), szachowy mistrz świata
- Harrison Ford (ur. 1942), aktor
- James Watson (ur. 1928), biochemik, noblista
- Gloria Swanson (1899–1983), aktorka
- Michael Crichton (1942–2008), pisarz i scenarzysta
- Francis Fukuyama (ur. 1952), politolog i autor książek
- Raymond Chandler (1888–1959), powieściopisarz i scenarzysta
- Philip K. Dick (1928–1982), pisarz
- Donald Rumsfeld (1932–2021), polityk i 21. sekretarz obrony Stanów Zjednoczonych
- Stanford Moore (1913–1982), amerykański biochemik
- Hugh Hefner (ur. 1926-2017), założyciel i redaktor naczelny magazynu „Playboy”
- Anton Szandor LaVey (1930-1997), założyciel i najwyższy kapłan Kościoła Szatana
- Lana Rhoades (ur. 1996), amerykańska aktorka pornograficzna
- Ryan Murphy (ur. 1995), wielokrotny mistrz olimpijski w pływaniu
- John Ashcroft (ur. 1942), polityk, gubernator stanu i 79. prokurator generalny USA
- Mike Krzyzewski (ur. 1947), amerykański trener koszykówki pochodzenia polskiego
- Daniel Milewski (ur. 1989), polski prawnik i polityk, poseł na Sejm Rzeczypospolitej Polskiej
- CM Punk (ur. 1978), wrestler
- Robert Prevost (ur. 1955), papież Leon XIV

## Osobistości ze świata muzyki urodzone w Chicago
Z Chicago pochodzi wielu raperów oraz innych ludzi ze świata muzyki, np. producenci, m.in.:
- Anastacia (ur. 1968)
- R. Kelly (ur. 1967)
- Herbie Hancock (ur. 1940)
- Patti Smith (ur. 1946)
- Lil Durk (ur. 1992)
- King Von (ur. 1994, zm. 2020)
- Chief Keef (ur. 1995)
- Juice WRLD (ur. 1998, zm. 2019)

## Miasta partnerskie
Miasta partnerskie Chicago:

- Akra, Ghana
- Amman, Jordania
- Ateny, Grecja
- Belgrad, Serbia
- Birmingham, Wielka Brytania
- Bogota, Kolumbia
- Pusan, Korea Południowa
- Casablanca, Maroko
- Nowe Delhi, Indie
- Durban, Republika Południowej Afryki
- Galway, Irlandia
- Göteborg, Szwecja
- Hamburg, Niemcy
- Kijów, Ukraina
- Lahaur, Pakistan
- Lucerna, Szwajcaria
- Meksyk, Meksyk
- Mediolan, Włochy
- Moskwa, Rosja
- Osaka, Japonia
- Paryż, Francja
- Petach Tikwa, Izrael
- Praga, Czechy
- Szanghaj, Chiny
- Shenyang, Chiny
- Sydney, Australia
- Toronto, Kanada
- Wilno, Litwa
- Warszawa, Polska